# 馬里奧·桑多瓦
馬里奧·阿爾弗雷多·桑多瓦（西班牙語：Mario Alfredo Sandoval；1953年—），阿根廷警官與學者，曾參與1976年至1983年阿根廷的骯髒戰爭。

## 生平

### 早年
桑多瓦出生於阿根廷布宜諾斯艾利斯，於1970年代從拉蒙·洛倫佐·法爾孔警察學校畢業，之後又獲得阿根廷聯邦警察大學學院安全學士學位。
畢業後，他主動加入了國安調查協調部的政治審查組，並在關押政治犯的海軍電機學校工作，在此其間他逮捕、刑求並處決超過500名異議份子，由於桑多瓦手段殘忍，且他偏愛在金屬床架上對人進行電刑，他在海軍電機學校得到了Churrasco（鐵串烤肉）的綽號。

### 前往法國
1983年由於加爾鐵里軍政府倒垮台，桑多瓦隨後以「學術研究者」的身份前往哥倫比亞，之後於1985年輾轉到法國。
由於桑多瓦與在拉丁美洲擁有廣大的人脈，獲得法國政府的賞識，之後傳出他在幕後協助法國政府營救出英格麗德·貝當古，而時任法國總統尼古拉·薩科吉延攬他擔任拉丁美洲顧問。

## 身份揭發
桑多瓦在移居法國多年來，他的身世一直不為外人所知，直到2008年3月16日，阿根廷媒體12頁從警方檔案與受難者家屬供詞中，發現桑多瓦過去的事蹟，並發表一篇名為法國政府裡的「阿根廷人才」的報導。